# Marcus Popp
Marcus Popp (ur. 23 września 1981 w Flöha) – niemiecki siatkarz, grający na pozycji przyjmującego. Wielokrotny reprezentant Niemiec, uczestnik Mistrzostw Świata w 2006 roku rozgrywanych w Japonii. Poppei zdobył wicemistrzostwo Europy juniorów U-23 w 2003 roku w siatkówce plażowej. Od sezonu 2016/2017 występował w tureckiej drużynie Tokat Belediye Plevnespor.

## Sukcesy klubowe
Puchar Niemiec:
- 2004, 2005

Mistrzostwo Niemiec:
- 2005
- 2004

Puchar Serie A2:
- 2006

Superpuchar Francji:
- 2012

Puchar Francji:
- 2013

Mistrzostwo Francji:
- 2013

Puchar Master:
- 2015

Klubowe Mistrzostwa Ameryki Południowej:
- 2015

Mistrzostwo Argentyny:
- 2015

## Sukcesy reprezentacyjne
Memoriał Huberta Jerzego Wagnera:
- 2012

### Siatkówka plażowa
Mistrzostwa Europy U–23:
- 2003